# Pristimantis carlossanchezi
Pristimantis carlossanchezi là một loài động vật lưỡng cư trong họ Strabomantidae, thuộc bộ Anura. Loài này được Arroyo mô tả khoa học đầu tiên năm 2007.